# Parco archeologico del Colle Garampo
Il parco archeologico del Colle Garampo è un sito archeologico di Cesena, dove sono stati rinvenuti resti della Cesena pre-romana e di altre epoche.

## Storia
I primi scavi sul Colle Garampo furono effettuati nel 1993, nell'ambito del piano parcheggi del comune per il quale la soprintendenza richiese l'effettuazione di sopralluoghi e sondaggi. Le indagini permisero di identificare vasti tratti dell'insediamento medievale, incluso parte del percorso della murata, l'imponente struttura muraria che cingeva i primi nuclei abitati con finalità difensive.

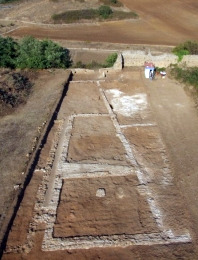
Il perimetro di un abitato rinvenuto durante gli scavi.

Vennero inoltre individuate fasi abitative di epoca precedente databili dal periodo bizantino (VI secolo) all'epoca romana.
Si formulò così l'ipotesi che il colle del Garampo costituisse la primitiva acropoli di Cesena, abitata forse fin dall'epoca pre-romana, ma certamente sede della città fortificata di epoca romana-repubblicana (tra il III e il I secolo a.C.).
I lavori sono ripresi nel 2005, commissionati dall'amministrazione comunale. L'insediamento rinvenuto presenta elementi pre-romani e strade in mattoni dotate di canalette per lo scolo delle acque piovane. La strada principale, che taglia obliquamente il borgo medievale, conduceva probabilmente dove oggi sorge la Rocca e alle porte della città.

## I ritrovamenti archeologici
Gli edifici sono identificabili in abitazioni private di piccole e medie dimensioni: presentano ambienti destinati all'utilizzo sia domestico che lavorativo, cortili esterni e interni costituiti da piani in acciottolato e mattoni, tettoie e portici in legno e probabili alzati, anch'essi in legno.
Il ritrovamento, nella parte alta del colle, di una “fossa da butto“ (buco per scarico) ricca di frammenti ceramici di epoca romana-repubblicana, ha consentito di identificare “ceramica a vernice nera” del II secolo a.C., che conferma l'esistenza di un insediamento romano prima del grande sviluppo urbanistico di epoca imperiale.